# Штефановичова
Штефановичова (слч. Štefanovičová) насељено је мјесто са административним статусом сеоске општине (слч. obec) у округу Њитра, у Њитранском крају, Словачка Република.

## Становништво
| Година:    | 1994. | 2004. | 2014.    | 2024.   |
| ---------- | ----- | ----- | -------- | ------- |
| Број људи: | 0     | 264   | 327      | 350     |
| Разлика:   |       | –     | +23,86 % | +7,03 % |

| Година:    | 2023. | 2024.   |
| ---------- | ----- | ------- |
| Број људи: | 339   | 350     |
| Разлика:   |       | +3,24 % |

Према подацима о броју становника из 2011. године насеље је имало 310 становника.